# Lijst van trilspinnen
Deze pagina geeft een overzicht van alle soorten van de familie der trilspinnen (Pholcidae).

## Aetana
Aetana Huber, 2005
- Aetana fiji Huber, 2005
- Aetana kinabalu Huber, 2005
- Aetana omayan Huber, 2005

## Anansus
Anansus Huber, 2007
- Anansus aowin Huber, 2007
- Anansus debakkeri Huber, 2007
- Anansus ewe Huber, 2007

## Anopsicus
Anopsicus Chamberlin & Ivie, 1938
- Anopsicus alteriae Gertsch, 1982
- Anopsicus banksi (Gertsch, 1939)
- Anopsicus beatus Gertsch, 1982
- Anopsicus bispinosus (Gertsch, 1971)
- Anopsicus bolivari (Gertsch, 1971)
- Anopsicus boneti Gertsch, 1982
- Anopsicus bryantae Gertsch, 1982
- Anopsicus ceiba Gertsch, 1982
- Anopsicus chiapa Gertsch, 1982
- Anopsicus chickeringi Gertsch, 1982
- Anopsicus chiriqui Gertsch, 1982
- Anopsicus clarus Gertsch, 1982
- Anopsicus concinnus Gertsch, 1982
- Anopsicus covadonga Gertsch, 1982
- Anopsicus cubanus Gertsch, 1982
- Anopsicus davisi (Gertsch, 1939)
- Anopsicus debora (Gertsch, 1977)
- Anopsicus definitus Gertsch, 1982
- Anopsicus elliotti (Gertsch, 1971)
- Anopsicus evansi (Gertsch, 1971)
- Anopsicus exiguus (Gertsch, 1971)
- Anopsicus facetus Gertsch, 1982
- Anopsicus grubbsi Gertsch, 1982
- Anopsicus gruta (Gertsch, 1971)
- Anopsicus hanakash (Brignoli, 1974)
- Anopsicus iviei Gertsch, 1982
- Anopsicus jarmila Gertsch, 1982
- Anopsicus jeanae (Gertsch, 1977)
- Anopsicus joyoa Gertsch, 1982
- Anopsicus lewisi Gertsch, 1982
- Anopsicus limpidus Gertsch, 1982
- Anopsicus lucidus Gertsch, 1982
- Anopsicus malkini Gertsch, 1982
- Anopsicus mckenziei Gertsch, 1982
- Anopsicus mirabilis Gertsch, 1982
- Anopsicus mitchelli (Gertsch, 1971)
- Anopsicus modicus Gertsch, 1982
- Anopsicus nebulosus Gertsch, 1982
- Anopsicus niveus Gertsch, 1982
- Anopsicus nortoni Gertsch, 1982
- Anopsicus ocote Gertsch, 1982
- Anopsicus palenque (Gertsch, 1977)
- Anopsicus panama Gertsch, 1982
- Anopsicus pearsei Chamberlin & Ivie, 1938
- Anopsicus pecki Gertsch, 1982
- Anopsicus placens (O. P.-Cambridge, 1896)
- Anopsicus potrero Gertsch, 1982
- Anopsicus puebla Gertsch, 1982
- Anopsicus pulcher (Bryant, 1940)
- Anopsicus quatoculus Gertsch, 1982
- Anopsicus quietus (Gertsch, 1973)
- Anopsicus reddelli Gertsch, 1982
- Anopsicus silvai Gertsch, 1982
- Anopsicus silvanus Gertsch, 1982
- Anopsicus soileauae Gertsch, 1982
- Anopsicus speophilus (Chamberlin & Ivie, 1938)
- Anopsicus tehuanus Gertsch, 1982
- Anopsicus tico Huber, 1998
- Anopsicus troglodyta (Gertsch, 1971)
- Anopsicus turrialba Gertsch, 1982
- Anopsicus vinnulus Gertsch, 1982
- Anopsicus wileyae Gertsch, 1982
- Anopsicus zeteki (Gertsch, 1939)
- Anopsicus zimmermani Gertsch, 1982

## Artema
Artema Walckenaer, 1837
- Artema atlanta Walckenaer, 1837
- Artema doriai (Thorell, 1881)
- Artema magna Roewer, 1960
- Artema transcaspica Spassky, 1934
- Artema ziaretana (Roewer, 1960)

## Aucana
Aucana Huber, 2000
- Aucana kaala Huber, 2000
- Aucana paposo Huber, 2000
- Aucana petorca Huber, 2000
- Aucana platnicki Huber, 2000
- Aucana ramirezi Huber, 2000

## Aymaria
Aymaria Huber, 2000
- Aymaria calilegua Huber, 2000
- Aymaria conica (Banks, 1902)
- Aymaria dasyops (Mello-Leitão, 1947)
- Aymaria floreana (Gertsch & Peck, 1992)
- Aymaria insularis (Banks, 1902)
- Aymaria jarmila (Gertsch & Peck, 1992)
- Aymaria pakitza Huber, 2000

## Belisana
Belisana Thorell, 1898
- Belisana airai Huber, 2005
- Belisana akebona (Komatsu, 1961)
- Belisana aliformis Tong & Li, 2008
- Belisana amabilis (Paik, 1978)
- Belisana ambengan Huber, 2005
- Belisana anhuiensis (Xu & Wang, 1984)
- Belisana aninaj Huber, 2005
- Belisana apo Huber, 2005
- Belisana australis Huber, 2001
- Belisana banlakwo Huber, 2005
- Belisana bantham Huber, 2005
- Belisana benjamini Huber, 2005
- Belisana bohorok Huber, 2005
- Belisana daji Chen, Zhang & Zhu, 2009
- Belisana davao Huber, 2005
- Belisana desciscens Tong & Li, 2009
- Belisana dodabetta Huber, 2005
- Belisana doloduo Huber, 2005
- Belisana douqing Chen, Zhang & Zhu, 2009
- Belisana erawan Huber, 2005
- Belisana exian Tong & Li, 2009
- Belisana fiji Huber, 2005
- Belisana floreni Huber, 2005
- Belisana flores Huber, 2005
- Belisana forcipata (Tu, 1994)
- Belisana fraser Huber, 2005
- Belisana freyae Huber, 2005
- Belisana gedeh Huber, 2005
- Belisana gyirong Zhang, Zhu & Song, 2006
- Belisana hormigai Huber, 2005
- Belisana huberi Tong & Li, 2008
- Belisana inthanon Huber, 2005
- Belisana jimi Huber, 2005
- Belisana junkoae (Irie, 1997)
- Belisana kaharian Huber, 2005
- Belisana kendari Huber, 2005
- Belisana ketambe Huber, 2005
- Belisana keyti Huber, 2005
- Belisana khaosok Huber, 2005
- Belisana khaoyai Huber, 2005
- Belisana khieo Huber, 2005
- Belisana kinabalu Huber, 2005
- Belisana lamellaris Tong & Li, 2008
- Belisana leclerci Huber, 2005
- Belisana leumas Huber, 2005
- Belisana leuser Huber, 2005
- Belisana limpida (Simon, 1909)
- Belisana mainling Zhang, Zhu & Song, 2006
- Belisana maogan Tong & Li, 2009
- Belisana marena Huber, 2005
- Belisana marusiki Huber, 2005
- Belisana nahtanoj Huber, 2005
- Belisana nomis Huber, 2005
- Belisana nujiang Huber, 2005
- Belisana phurua Huber, 2005
- Belisana pianma Huber, 2005
- Belisana pranburi Huber, 2005
- Belisana ranong Huber, 2005
- Belisana ratnapura Huber, 2005
- Belisana rollofoliolata (Wang, 1983)
- Belisana sabah Huber, 2005
- Belisana sandakan Huber, 2005
- Belisana sarika Huber, 2005
- Belisana scharffi Huber, 2005
- Belisana schwendingeri Huber, 2005
- Belisana sepaku Huber, 2005
- Belisana strinatii Huber, 2005
- Belisana sumba Huber, 2005
- Belisana tambligan Huber, 2005
- Belisana tauricornis Thorell, 1898
- Belisana tongle Zhang, Chen & Zhu, 2008
- Belisana wau Huber, 2005
- Belisana xishui Chen, Zhang & Zhu, 2009
- Belisana yadongensis (Hu, 1985)
- Belisana yalong Tong & Li, 2009
- Belisana yanbaruensis (Irie, 2002)
- Belisana yanhe Chen, Zhang & Zhu, 2009
- Belisana yap Huber, 2005
- Belisana zhangi Tong & Li, 2007

## Blancoa
Blancoa Huber, 2000
- Blancoa guacharo Huber, 2000
- Blancoa piacoa Huber, 2000

## Buitinga
Buitinga Huber, 2003
- Buitinga amani Huber, 2003
- Buitinga asax Huber, 2003
- Buitinga buhoma Huber, 2003
- Buitinga ensifera (Tullgren, 1910)
- Buitinga globosa (Tullgren, 1910)
- Buitinga griswoldi Huber, 2003
- Buitinga kadogo Huber, 2003
- Buitinga kanzuiri Huber, 2003
- Buitinga kihanga Huber, 2003
- Buitinga kikura Huber, 2003
- Buitinga lakilingo Huber, 2003
- Buitinga mazumbai Huber, 2003
- Buitinga mbomole Huber, 2003
- Buitinga mulanje Huber, 2003
- Buitinga nigrescens (Berland, 1920)
- Buitinga ruhiza Huber, 2003
- Buitinga ruwenzori Huber, 2003
- Buitinga safura Huber, 2003
- Buitinga tingatingai Huber, 2003
- Buitinga uzungwa Huber, 2003

## Calapnita
Calapnita Simon, 1892
- Calapnita phasmoides Deeleman-Reinhold, 1986
- Calapnita phyllicola Deeleman-Reinhold, 1986
- Calapnita subphyllicola Deeleman-Reinhold, 1986
- Calapnita vermiformis Simon, 1892

## Canaima
Canaima Huber, 2000
- Canaima arima (Gertsch, 1982)
- Canaima merida Huber, 2000

## Carapoia
Carapoia González-Sponga, 1998
- Carapoia brescoviti Huber, 2005
- Carapoia crasto Huber, 2005
- Carapoia fowleri Huber, 2000
- Carapoia genitalis (Moenkhaus, 1898)
- Carapoia ocaina Huber, 2000
- Carapoia paraguaensis González-Sponga, 1998
- Carapoia rheimsae Huber, 2005
- Carapoia ubatuba Huber, 2005
- Carapoia una Huber, 2005

## Carbonaria
Carbonaria González-Sponga, 2009
- Carbonaria cordiformis González-Sponga, 2009

## Cenemus
Cenemus Saaristo, 2001
- Cenemus culiculus (Simon, 1898)
- Cenemus mikehilli Saaristo, 2002
- Cenemus silhouette Saaristo, 2001

## Ceratopholcus
Ceratopholcus Spassky, 1934
- Ceratopholcus maculipes Spassky, 1934

## Chibchea
Chibchea Huber, 2000
- Chibchea aberrans (Chamberlin, 1916)
- Chibchea abiseo Huber, 2000
- Chibchea araona Huber, 2000
- Chibchea elqui Huber, 2000
- Chibchea ika Huber, 2000
- Chibchea malkini Huber, 2000
- Chibchea mapuche Huber, 2000
- Chibchea mateo Huber, 2000
- Chibchea mayna Huber, 2000
- Chibchea merida Huber, 2000
- Chibchea picunche Huber, 2000
- Chibchea salta Huber, 2000
- Chibchea silvae Huber, 2000
- Chibchea tunebo Huber, 2000
- Chibchea uru Huber, 2000
- Chibchea valle Huber, 2000

## Chisosa
Chisosa Huber, 2000
- Chisosa baja (Gertsch, 1982)
- Chisosa diluta (Gertsch & Mulaik, 1940)

## Ciboneya
Ciboneya Pérez, 2001
- Ciboneya antraia Huber & Pérez, 2001
- Ciboneya nuriae Huber & Pérez, 2001
- Ciboneya odilere Huber & Pérez, 2001
- Ciboneya parva Huber & Pérez, 2001

## Coryssocnemis
Coryssocnemis Simon, 1893
- Coryssocnemis aripo Huber, 2000
- Coryssocnemis callaica Simon, 1893
- Coryssocnemis clara Gertsch, 1971
- Coryssocnemis discolor Mello-Leitão, 1918
- Coryssocnemis faceta Gertsch, 1971
- Coryssocnemis guatopo Huber, 2000
- Coryssocnemis iviei Gertsch, 1971
- Coryssocnemis lepidoptera Mello-Leitão, 1918
- Coryssocnemis monagas Huber, 2000
- Coryssocnemis occulta Mello-Leitão, 1918
- Coryssocnemis simla Huber, 2000
- Coryssocnemis tarsocurvipes (González-Sponga, 2003)
- Coryssocnemis tigra Huber, 1998
- Coryssocnemis viridescens Kraus, 1955

## Crossopriza
Crossopriza Simon, 1893
- Crossopriza cylindrogaster Simon, 1907
- Crossopriza johncloudsleyi Deeleman-Reinhold & van Harten, 2001
- Crossopriza lyoni (Blackwall, 1867)
- Crossopriza nigrescens Millot, 1946
- Crossopriza pristina (Simon, 1890)
- Crossopriza semicaudata (O. P.-Cambridge, 1876)
- Crossopriza soudanensis Millot, 1941

## Enetea
Enetea Huber, 2000
- Enetea apatellata Huber, 2000

## Galapa
Galapa Huber, 2000
- Galapa baerti (Gertsch & Peck, 1992)
- Galapa bella (Gertsch & Peck, 1992)

## Gertschiola
Gertschiola Brignoli, 1981
- Gertschiola macrostyla (Mello-Leitão, 1941)
- Gertschiola neuquena Huber, 2000

## Guaranita
Guaranita Huber, 2000
- Guaranita goloboffi Huber, 2000
- Guaranita munda (Gertsch, 1982)
- Guaranita yaculica Huber, 2000

## Holocneminus
Holocneminus Berland, 1942
- Holocneminus huangdi Tong & Li, 2009
- Holocneminus multiguttatus (Simon, 1905)
- Holocneminus piritarsis Berland, 1942

## Holocnemus
Holocnemus Simon, 1873
- Holocnemus caudatus (Dufour, 1820)
- Holocnemus hispanicus Wiehle, 1933
- Holocnemus pluchei (Scopoli, 1763)

## Hoplopholcus
Hoplopholcus Kulczynski, 1908
- Hoplopholcus asiaeminoris Brignoli, 1978
- Hoplopholcus cecconii Kulczynski, 1908
- Hoplopholcus figulus Brignoli, 1971
- Hoplopholcus forskali (Thorell, 1871)
- Hoplopholcus labyrinthi (Kulczynski, 1903)
- Hoplopholcus longipes (Spassky, 1934)
- Hoplopholcus minotaurinus Senglet, 1971
- Hoplopholcus minous Senglet, 1971
- Hoplopholcus patrizii (Roewer, 1962)

## Ibotyporanga
Ibotyporanga Mello-Leitão, 1944
- Ibotyporanga diroa Huber & Brescovit, 2003
- Ibotyporanga emekori Huber & Brescovit, 2003
- Ibotyporanga naideae Mello-Leitão, 1944
- Ibotyporanga ramosae Huber & Brescovit, 2003

## Ixchela
Ixchela Huber, 2000
- Ixchela abernathyi (Gertsch, 1971)
- Ixchela furcula (F. O. P.-Cambridge, 1902)
- Ixchela pecki (Gertsch, 1971)
- Ixchela placida (Gertsch, 1971)
- Ixchela simoni (O. P.-Cambridge, 1898)

## Kambiwa
Kambiwa Huber, 2000
- Kambiwa anomala (Mello-Leitão, 1918)
- Kambiwa neotropica (Kraus, 1957)

## Khorata
Khorata Huber, 2005
- Khorata bangkok Huber, 2005
- Khorata diaoluoshanensis Tong & Li, 2008
- Khorata jaegeri Huber, 2005
- Khorata khammouan Huber, 2005
- Khorata schwendingeri Huber, 2005
- Khorata xingyi Chen, Zhang & Zhu, 2009
- Khorata zhui Zhang & Zhang, 2008

## Leptopholcus
Leptopholcus Simon, 1893
- Leptopholcus baoruco Huber, 2006
- Leptopholcus borneensis Deeleman-Reinhold, 1986
- Leptopholcus brazlandia Huber, Pérez & Baptista, 2005
- Leptopholcus dalei (Petrunkevitch, 1929)
- Leptopholcus debilis (Thorell, 1899)
- Leptopholcus delicatulus Franganillo, 1930
- Leptopholcus dioscoridis Deeleman-Reinhold & van Harten, 2001
- Leptopholcus evaluna Huber, Pérez & Baptista, 2005
- Leptopholcus gracilis Berland, 1920
- Leptopholcus griswoldi Huber, 2011
- Leptopholcus guineensis Millot, 1941
- Leptopholcus hispaniola Huber, 2000
- Leptopholcus jamaica Huber, 2000
- Leptopholcus lokobe Huber, 2011
- Leptopholcus ngazidja Huber, 2011
- Leptopholcus pataxo Huber, Pérez & Baptista, 2005
- Leptopholcus sakalavensis Millot, 1946
- Leptopholcus signifer Simon, 1893
- Leptopholcus talatakely Huber, 2011
- Leptopholcus tanikawai Irie, 1999
- Leptopholcus tipula (Simon, 1907)
- Leptopholcus toma Huber, 2006

## Litoporus
Litoporus Simon, 1893
- Litoporus aerius Simon, 1893
- Litoporus agricola Mello-Leitão, 1922
- Litoporus dimona Huber, 2000
- Litoporus lopez Huber, 2000
- Litoporus manu Huber, 2000
- Litoporus pakitza Huber, 2000
- Litoporus saul Huber, 2000
- Litoporus secoya Huber, 2000
- Litoporus uncatus (Simon, 1893)
- Litoporus yucumo Huber, 2000

## Maimire
Maimire González-Sponga, 2009
- Maimire tuberculosa González-Sponga, 2009

## Mecolaesthus
Mecolaesthus Simon, 1893
- Mecolaesthus arima Huber, 2000
- Mecolaesthus azulita Huber, 2000
- Mecolaesthus cornutus Huber, 2000
- Mecolaesthus hoti Huber, 2000
- Mecolaesthus lemniscatus (Simon, 1894)
- Mecolaesthus longissimus Simon, 1893
- Mecolaesthus mucuy Huber, 2000
- Mecolaesthus nigrifrons (Simon, 1894)
- Mecolaesthus peckorum Huber, 2000
- Mecolaesthus putumayo Huber, 2000
- Mecolaesthus tabay Huber, 2000
- Mecolaesthus taino Huber, 2000
- Mecolaesthus yawaperi Huber, 2000

## Mesabolivar
Mesabolivar González-Sponga, 1998
- Mesabolivar argentinensis (Mello-Leitão, 1938)
- Mesabolivar aurantiacus (Mello-Leitão, 1930)
- Mesabolivar aurantius (Mello-Leitão, 1940)
- Mesabolivar azureus (Badcock, 1932)
- Mesabolivar banksi (Moenkhaus, 1898)
- Mesabolivar botocudo Huber, 2000
- Mesabolivar brasiliensis (Moenkhaus, 1898)
- Mesabolivar cambridgei (Mello-Leitão, 1947)
- Mesabolivar camussi Machado et al., 2007
- Mesabolivar cantharus Machado et al., 2007
- Mesabolivar cavicelatus Machado et al., 2007
- Mesabolivar ceruleiventris (Mello-Leitão, 1916)
- Mesabolivar cuarassu Huber, Brescovit & Rheims, 2005
- Mesabolivar cyaneomaculatus (Keyserling, 1891)
- Mesabolivar cyaneotaeniatus (Keyserling, 1891)
- Mesabolivar cyaneus (Taczanowski, 1874)
- Mesabolivar difficilis (Mello-Leitão, 1918)
- Mesabolivar eberhardi Huber, 2000
- Mesabolivar embapua Machado, Brescovit & Francisco, 2007
- Mesabolivar exlineae (Mello-Leitão, 1947)
- Mesabolivar fluminensis (Mello-Leitão, 1918)
- Mesabolivar forceps Machado et al., 2007
- Mesabolivar globulosus (Nicolet, 1849)
- Mesabolivar guapiara Huber, 2000
- Mesabolivar huambisa Huber, 2000
- Mesabolivar huanuco Huber, 2000
- Mesabolivar huberi Machado, Brescovit & Francisco, 2007
- Mesabolivar iguazu Huber, 2000
- Mesabolivar junin Huber, 2000
- Mesabolivar levii Huber, 2000
- Mesabolivar locono Huber, 2000
- Mesabolivar luteus (Keyserling, 1891)
- Mesabolivar mairyara Machado et al., 2007
- Mesabolivar maxacali Huber, 2000
- Mesabolivar nigridentis (Mello-Leitão, 1922)
- Mesabolivar paraensis (Mello-Leitão, 1947)
- Mesabolivar pseudoblechroscelis González-Sponga, 1998
- Mesabolivar rudilapsi Machado, Brescovit & Francisco, 2007
- Mesabolivar samatiaguassu Huber, Brescovit & Rheims, 2005
- Mesabolivar simoni (Moenkhaus, 1898)
- Mesabolivar spinulosus (Mello-Leitão, 1939)
- Mesabolivar tandilicus (Mello-Leitão, 1940)
- Mesabolivar togatus (Keyserling, 1891)
- Mesabolivar xingu Huber, 2000
- Mesabolivar yuruani (Huber, 2000)

## Metagonia
Metagonia Simon, 1893
- Metagonia amica Gertsch, 1971
- Metagonia argentinensis Mello-Leitão, 1945
- Metagonia asintal Huber, 1998
- Metagonia atoyacae Gertsch, 1971
- Metagonia auberti Caporiacco, 1954
- Metagonia belize Gertsch, 1986
- Metagonia bella Gertsch, 1986
- Metagonia bellavista Gertsch & Peck, 1992
- Metagonia beni Huber, 2000
- Metagonia bicornis (Keyserling, 1891)
- Metagonia bifida Simon, 1893
- Metagonia blanda Gertsch, 1973
- Metagonia bonaldoi Huber, 2000
- Metagonia candela Gertsch, 1971
- Metagonia capilla Gertsch, 1971
- Metagonia cara Gertsch, 1986
- Metagonia caudata O. P.-Cambridge, 1895
- Metagonia chiquita Gertsch, 1977
- Metagonia coahuila Gertsch, 1971
- Metagonia conica (Simon, 1893)
- Metagonia cuate Gertsch, 1986
- Metagonia debrasi Pérez & Huber, 1999
- Metagonia delicata (O. P.-Cambridge, 1895)
- Metagonia duodecimpunctata Schmidt, 1971
- Metagonia faceta Gertsch, 1986
- Metagonia flavipes Schmidt, 1971
- Metagonia furcata Huber, 2000
- Metagonia globulosa Huber, 2000
- Metagonia goodnighti Gertsch, 1977
- Metagonia guaga Gertsch, 1986
- Metagonia heraldica Mello-Leitão, 1922
- Metagonia hitoy Huber, 1997
- Metagonia hondura Huber, 1997
- Metagonia iviei Gertsch, 1977
- Metagonia jamaica Gertsch, 1986
- Metagonia jarmila Gertsch, 1973
- Metagonia joya Gertsch, 1986
- Metagonia lancetilla Huber, 1998
- Metagonia lepida Gertsch, 1986
- Metagonia lingua (Schmidt, 1956)
- Metagonia luisa Gertsch, 1986
- Metagonia maldonado Huber, 2000
- Metagonia mariguitarensis (González-Sponga, 1998)
- Metagonia martha Gertsch, 1973
- Metagonia maximiliani Brignoli, 1972
- Metagonia maya Chamberlin & Ivie, 1938
- Metagonia mcnatti Gertsch, 1971
- Metagonia modesta Gertsch, 1986
- Metagonia modica Gertsch, 1986
- Metagonia nadleri Huber, 2000
- Metagonia osa Gertsch, 1986
- Metagonia oxtalja Gertsch, 1986
- Metagonia pachona Gertsch, 1971
- Metagonia panama Gertsch, 1986
- Metagonia paranapiacaba Huber, Rheims & Brescovit, 2005
- Metagonia petropolis Huber, Rheims & Brescovit, 2005
- Metagonia placida Gertsch, 1971
- Metagonia puebla Gertsch, 1986
- Metagonia punctata Gertsch, 1971
- Metagonia pura Gertsch, 1971
- Metagonia quadrifasciata Mello-Leitão, 1926
- Metagonia reederi Gertsch & Peck, 1992
- Metagonia reventazona Huber, 1997
- Metagonia rica Gertsch, 1986
- Metagonia samiria Huber, 2000
- Metagonia secreta Gertsch, 1971
- Metagonia selva Gertsch, 1986
- Metagonia serena Gertsch, 1971
- Metagonia striata Schmidt, 1971
- Metagonia strinatii (Brignoli, 1972)
- Metagonia suzanne Gertsch, 1973
- Metagonia talamanca Huber, 1997
- Metagonia taruma Huber, 2000
- Metagonia tinaja Gertsch, 1971
- Metagonia tingo Huber, 2000
- Metagonia tlamaya Gertsch, 1971
- Metagonia torete Gertsch, 1977
- Metagonia toro Huber, 1997
- Metagonia unicolor (Keyserling, 1891)
- Metagonia uvita Huber, 1997
- Metagonia yucatana Chamberlin & Ivie, 1938

## Micromerys
Micromerys Bradley, 1877
- Micromerys daviesae Deeleman-Reinhold, 1986
- Micromerys gidil Huber, 2001
- Micromerys gracilis Bradley, 1877
- Micromerys gurran Huber, 2001
- Micromerys raveni Huber, 2001
- Micromerys wigi Huber, 2001
- Micromerys yidin Huber, 2001

## Micropholcus
Micropholcus Deeleman-Reinhold & Prinsen, 1987
- Micropholcus fauroti (Simon, 1887)
- Micropholcus jacominae Deeleman-Reinhold & van Harten, 2001

## Modisimus
Modisimus Simon, 1893
- Modisimus beneficus Gertsch, 1973
- Modisimus boneti Gertsch, 1971
- Modisimus bribri Huber, 1998
- Modisimus cahuita Huber, 1998
- Modisimus caldera Huber, 1998
- Modisimus cavaticus Petrunkevitch, 1929
- Modisimus chiapa Gertsch, 1977
- Modisimus chickeringi Gertsch, 1973
- Modisimus coco Huber, 1998
- Modisimus coeruleolineatus Petrunkevitch, 1929
- Modisimus concolor Bryant, 1940
- Modisimus cornutus Kraus, 1955
- Modisimus culicinus (Simon, 1893)
- Modisimus david Huber, 1997
- Modisimus deltoroi Valdez-Mondragón & Francke, 2009
- Modisimus dilutus Gertsch, 1941
- Modisimus dominical Huber, 1998
- Modisimus elevatus Bryant, 1940
- Modisimus elongatus Bryant, 1940
- Modisimus femoratus Bryant, 1948
- Modisimus fuscus Bryant, 1948
- Modisimus glaucus Simon, 1893
- Modisimus globosus Schmidt, 1956
- Modisimus gracilipes Gertsch, 1973
- Modisimus guatuso Huber, 1998
- Modisimus guerrerensis Gertsch & Davis, 1937
- Modisimus inornatus O. P.-Cambridge, 1895
- Modisimus iviei Gertsch, 1973
- Modisimus ixobel Huber, 1998
- Modisimus maculatipes O. P.-Cambridge, 1895
- Modisimus madreselva Huber, 1998
- Modisimus mckenziei Gertsch, 1971
- Modisimus minima (González-Sponga, 2009)
- Modisimus mitchelli Gertsch, 1971
- Modisimus modicus (Gertsch & Peck, 1992)
- Modisimus montanus Petrunkevitch, 1929
- Modisimus nicaraguensis Huber, 1998
- Modisimus ovatus Bryant, 1940
- Modisimus palenque Gertsch, 1977
- Modisimus pana Huber, 1998
- Modisimus pavidus Bryant, 1940
- Modisimus pittier Huber, 1998
- Modisimus propinquus O. P.-Cambridge, 1896
- Modisimus pulchellus Banks, 1929
- Modisimus pusillus Gertsch, 1971
- Modisimus rainesi Gertsch, 1971
- Modisimus reddelli Gertsch, 1971
- Modisimus sanvito Huber, 1998
- Modisimus sarapiqui Huber, 1998
- Modisimus selvanegra Huber, 1998
- Modisimus sexoculatus Petrunkevitch, 1929
- Modisimus signatus (Banks, 1914)
- Modisimus simoni Huber, 1997
- Modisimus solus Gertsch & Peck, 1992
- Modisimus texanus Banks, 1906
- Modisimus tortuguero Huber, 1998
- Modisimus tzotzile Brignoli, 1974
- Modisimus vittatus Bryant, 1948

## Mystes
Mystes Bristowe, 1938
- Mystes oonopiformis Bristowe, 1938

## Nasuta
Nasuta González-Sponga, 2009
- Nasuta grandis González-Sponga, 2009

## Nerudia
Nerudia Huber, 2000
- Nerudia atacama Huber, 2000

## Ninetis
Ninetis Simon, 1890
- Ninetis minuta (Berland, 1919)
- Ninetis namibiae Huber, 2000
- Ninetis russellsmithi Huber, 2002
- Ninetis subtilissima Simon, 1890
- Ninetis toliara Huber & El-Hennawy, 2007

## Nita
Nita Huber & El-Hennawy, 2007
- Nita elsaff Huber & El-Hennawy, 2007

## Nyikoa
Nyikoa Huber, 2007
- Nyikoa limbe Huber, 2007

## Ossinissa
Ossinissa Dimitrov & Ribera, 2005
- Ossinissa justoi (Wunderlich, 1992)

## Otavaloa
Otavaloa Huber, 2000
- Otavaloa angotero Huber, 2000
- Otavaloa lisei Huber, 2000
- Otavaloa otanabe Huber, 2000
- Otavaloa pasco Huber, 2000
- Otavaloa piro Huber, 2000

## Panjange
Panjange Deeleman-Reinhold & Deeleman, 1983
- Panjange alba Deeleman-Reinhold & Deeleman, 1983
- Panjange cavicola Deeleman-Reinhold & Deeleman, 1983
- Panjange lanthana Deeleman-Reinhold & Deeleman, 1983
- Panjange mirabilis Deeleman-Reinhold, 1986
- Panjange nigrifrons Deeleman-Reinhold & Deeleman, 1983
- Panjange sedgwicki Deeleman-Reinhold & Platnick, 1986

## Papiamenta
Papiamenta Huber, 2000
- Papiamenta levii (Gertsch, 1982)
- Papiamenta savonet Huber, 2000

## Paramicromerys
Paramicromerys Millot, 1946
- Paramicromerys betsileo Huber, 2003
- Paramicromerys coddingtoni Huber, 2003
- Paramicromerys combesi (Millot, 1946)
- Paramicromerys madagascariensis (Simon, 1893)
- Paramicromerys mahira Huber, 2003
- Paramicromerys manantenina Huber, 2003
- Paramicromerys marojejy Huber, 2003
- Paramicromerys megaceros (Millot, 1946)
- Paramicromerys nampoinai Huber, 2003
- Paramicromerys quinteri Huber, 2003
- Paramicromerys rabeariveloi Huber, 2003
- Paramicromerys ralamboi Huber, 2003
- Paramicromerys rothorum Huber, 2003
- Paramicromerys scharffi Huber, 2003

## Pehrforsskalia
Pehrforsskalia Deeleman-Reinhold & van Harten, 2001
- Pehrforsskalia conopyga Deeleman-Reinhold & van Harten, 2001

## Pholcophora
Pholcophora Banks, 1896
- Pholcophora americana Banks, 1896
- Pholcophora bahama Gertsch, 1982
- Pholcophora juruensis Mello-Leitão, 1922
- Pholcophora maria Gertsch, 1977
- Pholcophora mexcala Gertsch, 1982
- Pholcophora texana Gertsch, 1935

## Pholcus
Pholcus Walckenaer, 1805
- Pholcus acutulus Paik, 1978
- Pholcus afghanus Senglet, 2008
- Pholcus alloctospilus Zhu & Gong, 1991
- Pholcus alticeps Spassky, 1932
- Pholcus anachoreta Dimitrov & Ribera, 2006
- Pholcus ancoralis L. Koch, 1865
- Pholcus armeniacus Senglet, 1974
- Pholcus arsacius Senglet, 2008
- Pholcus atrigularis (Simon, 1901)
- Pholcus baldiosensis Wunderlich, 1992
- Pholcus beijingensis Zhu & Song, 1999
- Pholcus berlandi Millot, 1941
- Pholcus bessus Zhu & Gong, 1991
- Pholcus bicornutus Simon, 1892
- Pholcus bidentatus Zhu et al., 2005
- Pholcus bimbache Dimitrov & Ribera, 2006
- Pholcus bourgini Millot, 1941
- Pholcus calcar Wunderlich, 1987
- Pholcus calligaster Thorell, 1895
- Pholcus caspius Senglet, 2008
- Pholcus ceylonicus O. P.-Cambridge, 1869
- Pholcus chappuisi Fage, 1936
- Pholcus chattoni Millot, 1941
- Pholcus circularis Kraus, 1960
- Pholcus clavatus Schenkel, 1936
- Pholcus claviger Simon, 1877
- Pholcus clavimaculatus Zhu & Song, 1999
- Pholcus cophenius Senglet, 2008
- Pholcus corcho Wunderlich, 1987
- Pholcus corniger Dimitrov & Ribera, 2006
- Pholcus crassipalpis Spassky, 1937
- Pholcus crassus Paik, 1978
- Pholcus creticus Senglet, 1971
- Pholcus crypticolens Bösenberg & Strand, 1906
- Pholcus dali Zhang & Zhu, 2009
- Pholcus dentatus Wunderlich, 1995
- Pholcus dentifrons Thorell, 1898
- Pholcus diopsis Simon, 1901
- Pholcus djelalabad Senglet, 2008
- Pholcus donensis Ponomarev, 2005
- Pholcus dungara Huber, 2001
- Pholcus edentatus Campos & Wunderlich, 1995
- Pholcus elongatus (Yin & Wang, 1981)
- Pholcus elymaeus Senglet, 2008
- Pholcus excavatus Simon, 1877
- Pholcus exceptus Tong & Li, 2009
- Pholcus extumidus Paik, 1978
- Pholcus fagei Kratochvíl, 1940
- Pholcus fengcheng Zhang & Zhu, 2009
- Pholcus fragillimus Strand, 1907
- Pholcus fuerteventurensis Wunderlich, 1992
- Pholcus gaoi Song & Ren, 1994
- Pholcus genuiformis Wunderlich, 1995
- Pholcus gomerae Wunderlich, 1980
- Pholcus gosuensis Kim & Lee, 2004
- Pholcus gracillimus Thorell, 1890
- Pholcus guadarfia Dimitrov & Ribera, 2007
- Pholcus guani Song & Ren, 1994
- Pholcus gui Zhu & Song, 1999
- Pholcus guineensis Millot, 1941
- Pholcus harveyi Zhang & Zhu, 2009
- Pholcus helenae Wunderlich, 1987
- Pholcus henanensis Zhu & Mao, 1983
- Pholcus hieroglyphicus Pavesi, 1883
- Pholcus higoensis Irie & Ono, 2008
- Pholcus huberi Zhang & Zhu, 2009
- Pholcus hyrcanus Senglet, 1974
- Pholcus hytaspus Senglet, 2008
- Pholcus intricatus Dimitrov & Ribera, 2003
- Pholcus jinwum Huber, 2001
- Pholcus jixianensis Zhu & Yu, 1983
- Pholcus joreongensis Seo, 2004
- Pholcus kakum Huber, 2009
- Pholcus kandahar Senglet, 2008
- Pholcus kangding Zhang & Zhu, 2009
- Pholcus kapuri Tikader, 1977
- Pholcus kimi Song & Zhu, 1994
- Pholcus knoeseli Wunderlich, 1992
- Pholcus koah Huber, 2001
- Pholcus kunming Zhang & Zhu, 2009
- Pholcus kwanaksanensis Namkung & Kim, 1990
- Pholcus kwangkyosanensis Kim & Park, 2009
- Pholcus lambertoni Millot, 1946
- Pholcus lamperti Strand, 1907
- Pholcus leruthi Lessert, 1935
- Pholcus lingulatus Gao, Gao & Zhu, 2002
- Pholcus linzhou Zhang & Zhang, 2000
- Pholcus longiventris (Simon, 1893)
- Pholcus lucifugus Simon & Fage, 1922
- Pholcus madeirensis Wunderlich, 1987
- Pholcus magnus Wunderlich, 1987
- Pholcus malpaisensis Wunderlich, 1992
- Pholcus manueli Gertsch, 1937
- Pholcus maronita Brignoli, 1977
- Pholcus mascaensis Wunderlich, 1987
- Pholcus medicus Senglet, 1974
- Pholcus medog Zhang, Zhu & Song, 2006
- Pholcus mengla Song & Zhu, 1999
- Pholcus mianshanensis Zhang & Zhu, 2009
- Pholcus montanus Paik, 1978
- Pholcus multidentatus Wunderlich, 1987
- Pholcus muralicola Maughan & Fitch, 1976
- Pholcus nagasakiensis Strand, 1918
- Pholcus nenjukovi Spassky, 1936
- Pholcus oculosus Zhang & Zhang, 2000
- Pholcus okinawaensis Irie, 2002
- Pholcus opilionoides (Schrank, 1781)
- Pholcus ornatus Bösenberg, 1895
- Pholcus paralinzhou Zhang & Zhu, 2009
- Pholcus parayichengicus Zhang & Zhu, 2009
- Pholcus parkyeonensis Kim & Yoo, 2009
- Pholcus parthicus Senglet, 2008
- Pholcus parvus Wunderlich, 1987
- Pholcus pennatus Zhang, Zhu & Song, 2005
- Pholcus persicus Senglet, 1974
- Pholcus phalangioides (Fuesslin, 1775)
- Pholcus phoenixus Zhang & Zhu, 2009
- Pholcus phungiformes Oliger, 1983
- Pholcus podophthalmus Simon, 1893
- Pholcus pojeonensis Kim & Yoo, 2008
- Pholcus ponticus Thorell, 1875
- Pholcus qingchengensis Gao, Gao & Zhu, 2002
- Pholcus quinghaiensis Song & Zhu, 1999
- Pholcus quinquenotatus Thorell, 1878
- Pholcus roquensis Wunderlich, 1992
- Pholcus saaristoi Zhang & Zhu, 2009
- Pholcus shangrila Zhang & Zhu, 2009
- Pholcus sidorenkoi Dunin, 1994
- Pholcus silvai Wunderlich, 1995
- Pholcus socheunensis Paik, 1978
- Pholcus sogdianae Brignoli, 1978
- Pholcus sokkrisanensis Paik, 1978
- Pholcus songi Zhang & Zhu, 2009
- Pholcus songxian Zhang & Zhu, 2009
- Pholcus spasskyi Brignoli, 1978
- Pholcus spiliensis Wunderlich, 1995
- Pholcus spilis Zhu & Gong, 1991
- Pholcus strandi Caporiacco, 1941
- Pholcus sublingulatus Zhang & Zhu, 2009
- Pholcus subwuyiensis Zhang & Zhu, 2009
- Pholcus suizhongicus Zhu & Song, 1999
- Pholcus sumatraensis Wunderlich, 1995
- Pholcus sveni Wunderlich, 1987
- Pholcus tagoman Huber, 2001
- Pholcus taibaiensis Wang & Zhu, 1992
- Pholcus taibeli Caporiacco, 1949
- Pholcus taishan Song & Zhu, 1999
- Pholcus tenerifensis Wunderlich, 1987
- Pholcus triangulatus Zhang & Zhang, 2000
- Pholcus turcicus Wunderlich, 1980
- Pholcus vachoni Dimitrov & Ribera, 2005
- Pholcus vatovae Caporiacco, 1940
- Pholcus velitchkovskyi Kulczynski, 1913
- Pholcus vesculus Simon, 1901
- Pholcus wangxidong Zhang & Zhu, 2009
- Pholcus wuyiensis Zhu & Gong, 1991
- Pholcus xinjiangensis Hu & Wu, 1989
- Pholcus yangi Zhang & Zhu, 2009
- Pholcus yichengicus Zhu, Tu & Shi, 1986
- Pholcus yoshikurai Irie, 1997
- Pholcus yugong Zhang & Zhu, 2009
- Pholcus zham Zhang, Zhu & Song, 2006
- Pholcus zhangae Zhang & Zhu, 2009
- Pholcus zhuolu Zhang & Zhu, 2009

## Physocyclus
Physocyclus Simon, 1893
- Physocyclus bicornis Gertsch, 1971
- Physocyclus californicus Chamberlin & Gertsch, 1929
- Physocyclus cornutus Banks, 1898
- Physocyclus dugesi Simon, 1893
- Physocyclus enaulus Crosby, 1926
- Physocyclus globosus (Taczanowski, 1874)
- Physocyclus guanacaste Huber, 1998
- Physocyclus hoogstraali Gertsch & Davis, 1942
- Physocyclus lautus Gertsch, 1971
- Physocyclus merus Gertsch, 1971
- Physocyclus mexicanus Banks, 1898
- Physocyclus modestus Gertsch, 1971
- Physocyclus mysticus Chamberlin, 1924
- Physocyclus pedregosus Gertsch, 1971
- Physocyclus reddelli Gertsch, 1971
- Physocyclus rotundus O. P.-Cambridge, 1898
- Physocyclus tanneri Chamberlin, 1921
- Physocyclus validus Gertsch, 1971
- Physocyclus viridis Mello-Leitão, 1940

## Pisaboa
Pisaboa Huber, 2000
- Pisaboa estrecha Huber, 2000
- Pisaboa laldea Huber, 2000
- Pisaboa mapiri Huber, 2000
- Pisaboa silvae Huber, 2000

## Platnicknia
Platnicknia Özdikmen & Demir, 2009
- Platnicknia coxana (Bryant, 1940)
- Platnicknia incerta (Bryant, 1940)

## Pomboa
Pomboa Huber, 2000
- Pomboa cali Huber, 2000
- Pomboa pallida Huber, 2000
- Pomboa quindio Huber, 2000

## Priscula
Priscula Simon, 1893
- Priscula andinensis González-Sponga, 1999
- Priscula annulipes (Keyserling, 1877)
- Priscula binghamae (Chamberlin, 1916)
- Priscula chejapi González-Sponga, 1999
- Priscula gularis Simon, 1893
- Priscula huila Huber, 2000
- Priscula lagunosa González-Sponga, 1999
- Priscula limonensis González-Sponga, 1999
- Priscula paeza Huber, 2000
- Priscula pallisteri Huber, 2000
- Priscula piapoco Huber, 2000
- Priscula piedraensis González-Sponga, 1999
- Priscula salmeronica González-Sponga, 1999
- Priscula taruma Huber, 2000
- Priscula tunebo Huber, 2000
- Priscula ulai González-Sponga, 1999
- Priscula venezuelana Simon, 1893

## Psilochorus
Psilochorus Simon, 1893
- Psilochorus acanthus Chamberlin & Ivie, 1942
- Psilochorus agnosticus Chamberlin, 1924
- Psilochorus apicalis Banks, 1921
- Psilochorus bantus Chamberlin & Ivie, 1942
- Psilochorus bruneocyaneus Mello-Leitão, 1941
- Psilochorus californiae Chamberlin, 1919
- Psilochorus cambridgei Gertsch & Davis, 1937
- Psilochorus coloradensis Slowik, 2009
- Psilochorus concinnus Gertsch, 1973
- Psilochorus concolor Slowik, 2009
- Psilochorus conjunctus Gertsch & Davis, 1942
- Psilochorus cordatus (Bilimek, 1867)
- Psilochorus delicatus Gertsch, 1971
- Psilochorus diablo Gertsch, 1971
- Psilochorus dogmaticus Chamberlin, 1924
- Psilochorus durangoanus Gertsch & Davis, 1937
- Psilochorus fishi Gertsch, 1971
- Psilochorus hesperus Gertsch & Ivie, 1936
- Psilochorus hooki Slowik, 2009
- Psilochorus imitatus Gertsch & Mulaik, 1940
- Psilochorus inyo Slowik, 2009
- Psilochorus itaguyrussu Huber, Rheims & Brescovit, 2005
- Psilochorus marcuzzii Caporiacco, 1955
- Psilochorus minimus Schmidt, 1956
- Psilochorus minutus Banks, 1898
- Psilochorus murphyi Gertsch, 1973
- Psilochorus nigromaculatus Kulczynski, 1911
- Psilochorus pallidulus Gertsch, 1935
- Psilochorus papago Gertsch & Davis, 1942
- Psilochorus pullulus (Hentz, 1850)
- Psilochorus redemptus Gertsch & Mulaik, 1940
- Psilochorus rockefelleri Gertsch, 1935
- Psilochorus russelli Gertsch, 1971
- Psilochorus sectus Mello-Leitão, 1939
- Psilochorus simoni (Berland, 1911)
- Psilochorus sinaloa Gertsch & Davis, 1942
- Psilochorus taperae Mello-Leitão, 1929
- Psilochorus tellezi Gertsch, 1971
- Psilochorus texanus Slowik, 2009
- Psilochorus topanga Chamberlin & Ivie, 1942
- Psilochorus utahensis Chamberlin, 1919
- Psilochorus ybytyriguara Huber, Rheims & Brescovit, 2005

## Quamtana
Quamtana Huber, 2003
- Quamtana biena Huber, 2003
- Quamtana bonamanzi Huber, 2003
- Quamtana ciliata (Lawrence, 1938)
- Quamtana embuleni Huber, 2003
- Quamtana entabeni Huber, 2003
- Quamtana filmeri Huber, 2003
- Quamtana hectori Huber, 2003
- Quamtana kabale Huber, 2003
- Quamtana kitahurira Huber, 2003
- Quamtana knysna Huber, 2003
- Quamtana lajuma Huber, 2003
- Quamtana leleupi Huber, 2003
- Quamtana leptopholcica (Strand, 1909)
- Quamtana lotzi Huber, 2003
- Quamtana mabusai Huber, 2003
- Quamtana mbaba Huber, 2003
- Quamtana merwei Huber, 2003
- Quamtana meyeri Huber, 2003
- Quamtana molimo Huber, 2003
- Quamtana nandi Huber, 2003
- Quamtana nylsvley Huber, 2003
- Quamtana oku Huber, 2003
- Quamtana tsui Huber, 2003
- Quamtana umzinto Huber, 2003
- Quamtana vidal Huber, 2003

## Queliceria
Queliceria González-Sponga, 2003
- Queliceria discrepantis González-Sponga, 2003

## Sanluisi
Sanluisi González-Sponga, 2003
- Sanluisi puntiaguda González-Sponga, 2003

## Savarna
Savarna Huber, 2005
- Savarna baso (Roewer, 1963)
- Savarna tesselata (Simon, 1901)
- Savarna thaleban Huber, 2005

## Smeringopina
Smeringopina Kraus, 1957
- Smeringopina africana (Thorell, 1899)
- Smeringopina armata (Thorell, 1899)
- Smeringopina beninensis Kraus, 1957
- Smeringopina bineti (Millot, 1941)
- Smeringopina camerunensis Kraus, 1957
- Smeringopina guineensis (Millot, 1941)
- Smeringopina pulchra (Millot, 1941)
- Smeringopina simplex Kraus, 1957

## Smeringopus
Smeringopus Simon, 1890
- Smeringopus affinitatus Strand, 1906
- Smeringopus arambourgi Fage, 1936
- Smeringopus atomarius Simon, 1910
- Smeringopus buehleri Schenkel, 1944
- Smeringopus carli Lessert, 1915
- Smeringopus corniger Simon, 1907
- Smeringopus hypocrita Simon, 1910
- Smeringopus kalomo Huber, 2012
- Smeringopus lesnei Lessert, 1936
- Smeringopus lesserti Kraus, 1957
- Smeringopus lineiventris Simon, 1890
- Smeringopus madagascariensis Millot, 1946
- Smeringopus natalensis Lawrence, 1947
- Smeringopus pallidus (Blackwall, 1858)
- Smeringopus peregrinoides Kraus, 1957
- Smeringopus peregrinus Strand, 1906
- Smeringopus pholcicus Strand, 1907
- Smeringopus roeweri Kraus, 1957
- Smeringopus rubrotinctus Strand, 1913
- Smeringopus sambesicus Kraus, 1957
- Smeringopus similis Kraus, 1957
- Smeringopus thomensis Simon, 1907
- Smeringopus zonatus Strand, 1906

## Spermophora
Spermophora Hentz, 1841
- Spermophora berlandi Fage, 1936
- Spermophora deelemanae Huber, 2005
- Spermophora dieke Huber, 2009
- Spermophora domestica Yin & Wang, 1981
- Spermophora dubia Kulczynski, 1911
- Spermophora dumoga Huber, 2005
- Spermophora estebani Simon, 1892
- Spermophora faveauxi Lawrence, 1967
- Spermophora gordimerae Huber, 2003
- Spermophora jocquei Huber, 2003
- Spermophora kaindi Huber, 2005
- Spermophora kerinci Huber, 2005
- Spermophora kivu Huber, 2003
- Spermophora lambilloni Huber, 2003
- Spermophora luzonica Huber, 2005
- Spermophora maculata Keyserling, 1891
- Spermophora maros Huber, 2005
- Spermophora masisiwe Huber, 2003
- Spermophora minotaura Berland, 1920
- Spermophora miser Bristowe, 1952
- Spermophora morogoro Huber, 2003
- Spermophora palau Huber, 2005
- Spermophora paluma Huber, 2001
- Spermophora pembai Huber, 2003
- Spermophora peninsulae Lawrence, 1964
- Spermophora persica Senglet, 2008
- Spermophora ranomafana Huber, 2003
- Spermophora sangarawe Huber, 2003
- Spermophora schoemanae Huber, 2003
- Spermophora senoculata (Dugès, 1836)
- Spermophora senoculatoides Senglet, 2008
- Spermophora sumbawa Huber, 2005
- Spermophora suurbraak Huber, 2003
- Spermophora thorelli Roewer, 1942
- Spermophora tonkoui Huber, 2003
- Spermophora tumbang Huber, 2005
- Spermophora usambara Huber, 2003
- Spermophora vyvato Huber, 2003
- Spermophora yao Huber, 2001

## Spermophorides
Spermophorides Wunderlich, 1992
- Spermophorides africana Huber, 2007
- Spermophorides anophthalma Wunderlich, 1999
- Spermophorides baunei Wunderlich, 1995
- Spermophorides caesaris (Wunderlich, 1987)
- Spermophorides cuneata (Wunderlich, 1987)
- Spermophorides elevata (Simon, 1873)
- Spermophorides esperanza (Wunderlich, 1987)
- Spermophorides flava Wunderlich, 1992
- Spermophorides fuertecavensis Wunderlich, 1992
- Spermophorides fuerteventurensis (Wunderlich, 1987)
- Spermophorides gibbifera (Wunderlich, 1987)
- Spermophorides gomerensis (Wunderlich, 1987)
- Spermophorides hermiguensis (Wunderlich, 1987)
- Spermophorides heterogibbifera (Wunderlich, 1987)
- Spermophorides hierroensis Wunderlich, 1992
- Spermophorides huberti (Senglet, 1973)
- Spermophorides icodensis Wunderlich, 1992
- Spermophorides lanzarotensis Wunderlich, 1992
- Spermophorides lascars Saaristo, 2001
- Spermophorides mamma (Wunderlich, 1987)
- Spermophorides mammata (Senglet, 1973)
- Spermophorides mediterranea (Senglet, 1973)
- Spermophorides mercedes (Wunderlich, 1987)
- Spermophorides petraea (Senglet, 1973)
- Spermophorides pseudomamma (Wunderlich, 1987)
- Spermophorides ramblae Wunderlich, 1992
- Spermophorides reventoni Wunderlich, 1992
- Spermophorides sciakyi (Pesarini, 1984)
- Spermophorides selvagensis  Wunderlich, 1992
- Spermophorides simoni (Senglet, 1973)
- Spermophorides tenerifensis (Wunderlich, 1987)
- Spermophorides tenoensis Wunderlich, 1992
- Spermophorides tilos (Wunderlich, 1987)
- Spermophorides valentiana (Senglet, 1973)

## Stenosfemuraia
Stenosfemuraia González-Sponga, 1998
- Stenosfemuraia parva González-Sponga, 1998

## Stygopholcus
Stygopholcus Absolon & Kratochvíl, 1932
- Stygopholcus absoloni (Kulczynski, 1914)
- Stygopholcus photophilus Senglet, 1971
- Stygopholcus skotophilus Kratochvíl, 1940
  - Stygopholcus skotophilus montenegrinus Kratochvíl, 1940

## Systenita
Systenita Simon, 1893
- Systenita prasina Simon, 1893

## Tainonia
Tainonia Huber, 2000
- Tainonia bayahibe Huber & Astrin, 2009
- Tainonia cienaga Huber & Astrin, 2009
- Tainonia samana Huber & Astrin, 2009
- Tainonia serripes (Simon, 1893)
- Tainonia visite Huber & Astrin, 2009

## Teuia
Teuia Huber, 2000
- Teuia beckeri Huber, 2000

## Tibetia
Tibetia Zhang, Zhu & Song, 2006
- Tibetia everesti (Hu & Li, 1987)

## Tolteca
Tolteca Huber, 2000
- Tolteca hesperia (Gertsch, 1982)
- Tolteca jalisco (Gertsch, 1982)

## Tonoro
Tonoro González-Sponga, 2009
- Tonoro multispinae González-Sponga, 2009

## Trichocyclus
Trichocyclus Simon, 1908
- Trichocyclus arabana Huber, 2001
- Trichocyclus aranda Huber, 2001
- Trichocyclus arawari Huber, 2001
- Trichocyclus arnga Huber, 2001
- Trichocyclus balladong Huber, 2001
- Trichocyclus bugai Huber, 2001
- Trichocyclus djauan Huber, 2001
- Trichocyclus gnalooma Huber, 2001
- Trichocyclus grayi Huber, 2001
- Trichocyclus harveyi Huber, 2001
- Trichocyclus hirsti Huber, 2001
- Trichocyclus kokata Huber, 2001
- Trichocyclus kurara Huber, 2001
- Trichocyclus nigropunctatus Simon, 1908
- Trichocyclus nullarbor Huber, 2001
- Trichocyclus oborindi Huber, 2001
- Trichocyclus pandima Huber, 2001
- Trichocyclus pustulatus Deeleman-Reinhold, 1995
- Trichocyclus septentrionalis Deeleman-Reinhold, 1993
- Trichocyclus ungumi Huber, 2001
- Trichocyclus warianga Huber, 2001
- Trichocyclus watta Huber, 2001
- Trichocyclus worora Huber, 2001

## Tupigea
Tupigea Huber, 2000
- Tupigea altiventer (Keyserling, 1891)
- Tupigea cantareira Machado et al., 2007
- Tupigea iguassuensis (Mello-Leitão, 1918)
- Tupigea lisei Huber, 2000
- Tupigea maza Huber, 2000
- Tupigea nadleri Huber, 2000
- Tupigea paula Huber, 2000
- Tupigea sicki Huber, 2000
- Tupigea teresopolis Huber, 2000

## Uthina
Uthina Simon, 1893
- Uthina luzonica Simon, 1893
- Uthina ratchaburi Huber, 2011

## Venezuela
Venezuela Koçak & Kemal, 2008
- Venezuela multidenticulata (González-Sponga, 2003)

## Wanniyala
Wanniyala Huber & Benjamin, 2005
- Wanniyala agrabopath Huber & Benjamin, 2005
- Wanniyala hakgala Huber & Benjamin, 2005

## Waunana
Waunana Huber, 2000
- Waunana anchicaya Huber, 2000
- Waunana eberhardi Huber, 2000
- Waunana modesta (Banks, 1929)
- Waunana tulcan Huber, 2000

## Wugigarra
Wugigarra Huber, 2001
- Wugigarra arcoona Huber, 2001
- Wugigarra bujundji Huber, 2001
- Wugigarra bulburin Huber, 2001
- Wugigarra burgul Huber, 2001
- Wugigarra eberhardi Huber, 2001
- Wugigarra gia Huber, 2001
- Wugigarra idi Huber, 2001
- Wugigarra jiman Huber, 2001
- Wugigarra kalamai Huber, 2001
- Wugigarra kaurna Huber, 2001
- Wugigarra mamu Huber, 2001
- Wugigarra muluridji Huber, 2001
- Wugigarra nauo Huber, 2001
- Wugigarra sphaeroides (L. Koch, 1872)
- Wugigarra tjapukai Huber, 2001
- Wugigarra undanbi Huber, 2001
- Wugigarra wanjuru Huber, 2001
- Wugigarra wiri Huber, 2001
- Wugigarra wulpura Huber, 2001
- Wugigarra wunderlichi (Deeleman-Reinhold, 1995)
- Wugigarra yawai Huber, 2001
- Wugigarra yirgay Huber, 2001

## Zatavua
Zatavua Huber, 2003
- Zatavua analalava Huber, 2003
- Zatavua andrei (Millot, 1946)
- Zatavua ankaranae (Millot, 1946)
- Zatavua fagei (Millot, 1946)
- Zatavua griswoldi Huber, 2003
- Zatavua imerinensis (Millot, 1946)
- Zatavua impudica (Millot, 1946)
- Zatavua isalo Huber, 2003
- Zatavua kely Huber, 2003
- Zatavua madagascariensis (Fage, 1945)
- Zatavua mahafaly Huber, 2003
- Zatavua punctata (Millot, 1946)
- Zatavua talatakely Huber, 2003
- Zatavua tamatave Huber, 2003
- Zatavua voahangyae Huber, 2003
- Zatavua vohiparara Huber, 2003
- Zatavua zanahary Huber, 2003